# خالدیه، حسکه
خالدیه (به عربی: الخالدیة) یک روستا در سوریه است که در استان حسکه واقع شده‌است.